# Sports Car Challenge at Mid-Ohio 2020
Navigation
Édition précédente Édition suivante
Le Sports Car Challenge at Mid-Ohio 2020 (officiellement appelé le 2020 Acura Sports Car Challenge at Mid-Ohio) a été une course de voitures de sport organisée sur le Mid-Ohio Sports Car Course en Ohio, aux États-Unis, qui s'est déroulée du 25 septembre 2020 au 27 septembre 2020. Il s'agissait de la septième manche du championnat WeatherTech SportsCar Championship 2020 et toutes les catégories DPi, GTLM et GTD du championnat ont participé à la course.

## Circuit

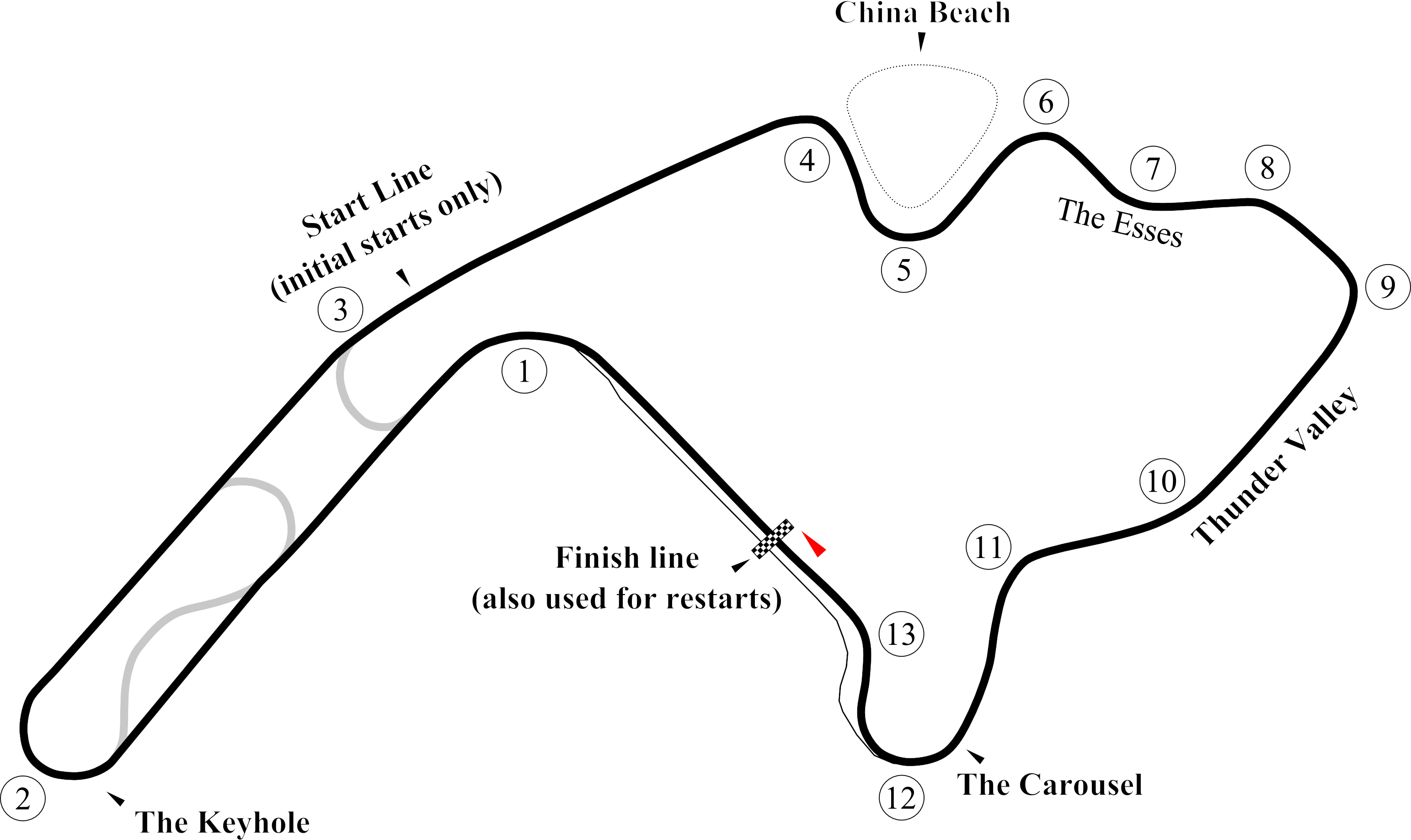
Mid-Ohio Sports Car Course

Le Sports Car Challenge at Mid-Ohio 2020 s'est déroulé sur le Mid-Ohio Sports Car Course situé en Ohio. Il s'agit d'un circuit automobile situé à Troy Township, dans le Comté de Morrow en Ohio. Le circuit comprend 15 virages et à une longueur de 3,86 km. La partie la plus rapide du circuit permet d'atteindre des vitesses approchant les 290 km/h. Il y a une tribune ayant une capacité de 10 000 spectateurs et les trois monticules d'observation le long du circuit permet d'augmenter la capacité d'accueil à plus de 75 000 spectateurs.

## Course

### Classement de la course
- Les vainqueurs de chaque catégorie sont signalés par un fond jauni.
- Pour la colonne Pneus, il faut passer le curseur au-dessus du modèle pour connaître le manufacturier de pneumatiques.

| Pos | Classe | no | Écurie                                                   | Pilotes                              | Châssis                         | Pneus | Tours | Temps       |
| Pos | Classe | no | Écurie                                                   | Pilotes                              | Moteur                          | Pneus | Tours | Temps       |
| --- | ------ | -- | -------------------------------------------------------- | ------------------------------------ | ------------------------------- | ----- | ----- | ----------- |
| 1   | DPi    | 7  | Acura Team Penske                                        | Hélio Castroneves Ricky Taylor       | Acura ARX-05                    | M     | 115   | 2:40:07.918 |
| 1   | DPi    | 7  | Acura Team Penske                                        | Hélio Castroneves Ricky Taylor       | Acura AR35TT 3,5 l V6 Turbo     | M     | 115   | 2:40:07.918 |
| 2   | DPi    | 31 | Whelen Engineering Racing                                | Felipe Nasr Pipo Derani              | Cadillac DPi-V.R                | M     | 115   | 0.607       |
| 2   | DPi    | 31 | Whelen Engineering Racing                                | Felipe Nasr Pipo Derani              | Cadillac 5,5 l V8 Atmo          | M     | 115   | 0.607       |
| 3   | DPi    | 10 | Konica Minolta Cadillac DPi-V.R                          | Renger van der Zande Ryan Briscoe    | Cadillac DPi-V.R                | M     | 115   | 15.861      |
| 3   | DPi    | 10 | Konica Minolta Cadillac DPi-V.R                          | Renger van der Zande Ryan Briscoe    | Cadillac 5,5 l V8 Atmo          | M     | 115   | 15.861      |
| 4   | DPi    | 55 | Mazda Motorsports                                        | Jonathan Bomarito Harry Tincknell    | Mazda RT24-P                    | M     | 115   | 16.433      |
| 4   | DPi    | 55 | Mazda Motorsports                                        | Jonathan Bomarito Harry Tincknell    | Mazda MZ-2.0T 2,0 l I4 Turbo    | M     | 115   | 16.433      |
| 5   | DPi    | 77 | Mazda Motorsports                                        | Oliver Jarvis Tristan Nunez          | Mazda RT24-P                    | M     | 115   | 20.646      |
| 5   | DPi    | 77 | Mazda Motorsports                                        | Oliver Jarvis Tristan Nunez          | Mazda MZ-2.0T 2,0 l I4 Turbo    | M     | 115   | 20.646      |
| 6   | DPi    | 5  | Mustang Sampling Racing avec JDC Miller Motorsports      | João Barbosa Sébastien Bourdais      | Cadillac DPi-V.R                | M     | 115   | 24.257      |
| 6   | DPi    | 5  | Mustang Sampling Racing avec JDC Miller Motorsports      | João Barbosa Sébastien Bourdais      | Cadillac 5,5 l V8 Atmo          | M     | 115   | 24.257      |
| 7   | DPi    | 6  | Acura Team Penske                                        | Dane Cameron Juan Pablo Montoya      | Acura ARX-05                    | M     | 112   | Abandon     |
| 7   | DPi    | 6  | Acura Team Penske                                        | Dane Cameron Juan Pablo Montoya      | Acura AR35TT 3,5 l V6 Turbo     | M     | 112   | Abandon     |
| 8   | GTLM   | 3  | Corvette Racing                                          | Antonio García Jordan Taylor         | Chevrolet Corvette C8.R         | M     | 110   | + 5 tours   |
| 8   | GTLM   | 3  | Corvette Racing                                          | Antonio García Jordan Taylor         | Chevrolet LT 5,5 l V8 Atmo      | M     | 110   | + 5 tours   |
| 9   | GTLM   | 4  | Corvette Racing                                          | Oliver Gavin Tommy Milner            | Chevrolet Corvette C8.R         | M     | 110   | + 5 tours   |
| 9   | GTLM   | 4  | Corvette Racing                                          | Oliver Gavin Tommy Milner            | Chevrolet LT 5,5 l V8 Atmo      | M     | 110   | + 5 tours   |
| 10  | GTLM   | 25 | BMW Team RLL                                             | Bruno Spengler Connor De Phillippi   | BMW M8 GTE                      | M     | 110   | + 5 tours   |
| 10  | GTLM   | 25 | BMW Team RLL                                             | Bruno Spengler Connor De Phillippi   | BMW S63 4,0 l V8 Bi-Turbo       | M     | 110   | + 5 tours   |
| 11  | GTLM   | 24 | BMW Team RLL                                             | Jesse Krohn John Edwards<            | BMW M8 GTE                      | M     | 110   | + 5 tours   |
| 11  | GTLM   | 24 | BMW Team RLL                                             | Jesse Krohn John Edwards<            | BMW S63 4,0 l V8 Bi-Turbo       | M     | 110   | + 5 tours   |
| 12  | GTD    | 14 | AIM Vasser-Sullivan                                      | Aaron Telitz Jack Hawksworth         | Lexus RC F GT3                  | M     | 108   | + 7 tours   |
| 12  | GTD    | 14 | AIM Vasser-Sullivan                                      | Aaron Telitz Jack Hawksworth         | Lexus 5,0 l V8                  | M     | 108   | + 7 tours   |
| 13  | GTD    | 74 | Riley Motorsports                                        | Gar Robinson Lawson Aschenbach       | Mercedes-AMG GT3                | M     | 108   | + 7 tours   |
| 13  | GTD    | 74 | Riley Motorsports                                        | Gar Robinson Lawson Aschenbach       | Mercedes-AMG M159 6,2 l V8      | M     | 108   | + 7 tours   |
| 14  | GTD    | 16 | Wright Motorsports                                       | Ryan Hardwick Patrick Long           | Porsche 911 GT3R                | M     | 108   | + 7 tours   |
| 14  | GTD    | 16 | Wright Motorsports                                       | Ryan Hardwick Patrick Long           | Porsche 4,2 L Flat-6 Atmo       | M     | 108   | + 7 tours   |
| 15  | GTD    | 23 | The Heart of Racing                                      | Ian James Roman De Angelis<          | Aston Martin Vantage AMR GT3    | M     | 108   | + 7 tours   |
| 15  | GTD    | 23 | The Heart of Racing                                      | Ian James Roman De Angelis<          | Aston Martin 4.0 L V8 Bi-Turbo  | M     | 108   | + 7 tours   |
| 16  | GTD    | 86 | Meyer Shank Racing avec Curb Agajanian Performance Group | Mario Farnbacher Matt McMurry        | Acura NSX GT3 Evo               | M     | 108   | + 7 tours   |
| 16  | GTD    | 86 | Meyer Shank Racing avec Curb Agajanian Performance Group | Mario Farnbacher Matt McMurry        | Acura 3,5 l V6 Turbo            | M     | 108   | + 7 tours   |
| 17  | GTD    | 57 | Heinricher Racing avec Curb Agajanian Performance Group  | Alvaro Parente Misha Goikhberg       | Acura NSX GT3 Evo               | M     | 108   | + 7 tours   |
| 17  | GTD    | 57 | Heinricher Racing avec Curb Agajanian Performance Group  | Alvaro Parente Misha Goikhberg       | Acura 3,5 l V6 Turbo            | M     | 108   | + 7 tours   |
| 18  | GTD    | 44 | GRT Magnus                                               | John Potter Andy Lally               | Lamborghini Huracán GT3 Evo     | M     | 108   | + 7 tours   |
| 18  | GTD    | 44 | GRT Magnus                                               | John Potter Andy Lally               | Lamborghini 5,2 l V10 Atmo      | M     | 108   | + 7 tours   |
| 19  | GTD    | 76 | Compass Racing                                           | Corey Fergus Paul Holton             | McLaren 720S GT3                | M     | 108   | + 7 tours   |
| 19  | GTD    | 76 | Compass Racing                                           | Corey Fergus Paul Holton             | McLaren M840T 4,0 l V8 Bi-Turbo | M     | 108   | + 7 tours   |
| 20  | GTD    | 22 | Gradient Racing                                          | Till Bechtolsheimer Marc Miller (en) | Acura NSX GT3 Evo               | M     | 107   | + 8 tours   |
| 20  | GTD    | 22 | Gradient Racing                                          | Till Bechtolsheimer Marc Miller (en) | Acura 3,5 l V6 Turbo            | M     | 107   | + 8 tours   |
| 21  | GTD    | 12 | AIM Vasser-Sullivan                                      | Frankie Montecalvo Townsend Bell     | Lexus RC F GT3                  | M     | 87    | + 28 tours  |
| 21  | GTD    | 12 | AIM Vasser-Sullivan                                      | Frankie Montecalvo Townsend Bell     | Lexus 5,0 l V8                  | M     | 87    | + 28 tours  |
| 22  | DPi    | 85 | JDC Miller Motorsports                                   | Gabriel Aubry Tristan Vautier        | Cadillac DPi-V.R                | M     | 86    | Abandon     |
| 22  | DPi    | 85 | JDC Miller Motorsports                                   | Gabriel Aubry Tristan Vautier        | Cadillac 5,5 l V8 Atmo          | M     | 86    | Abandon     |
| 23  | GTD    | 96 | Turner Motorsport                                        | Bill Auberlen Robby Foley            | BMW M6 GT3                      | M     | 83    | + 32 tours  |
| 23  | GTD    | 96 | Turner Motorsport                                        | Bill Auberlen Robby Foley            | BMW P63 4,4 l V8 Turbo          | M     | 83    | + 32 tours  |
| 24  | GTD    | 30 | Team Hardpoint                                           | Rob Ferriol Spencer Pumpelly         | Audi R8 LMS GT3                 | M     | 60    | Abandon     |
| 24  | GTD    | 30 | Team Hardpoint                                           | Rob Ferriol Spencer Pumpelly         | Audi 5.2 L V10 Atmo             | M     | 60    | Abandon     |

## Pole position et record du tour
- Pole position :  Dane Cameron (#6 Acura Team Penske) en 1 min 10 s 839
- Meilleur tour en course :  Juan Pablo Montoya (#6 Acura Team Penske) en 1 min 12 s 290

## Tours en tête
- no 6 Acura ARX-05 - Acura Team Penske : 61 tours (1-45 / 66-78 / 83-85)[2]
- no 31 Cadillac DPi-V.R - Whelen Engineering Racing : 15 tours (46-90)
- no 7 Acura ARX-05 - Acura Team Penske : 37 tours (61-63 / 79-82 / 86-115)
- no 10 Cadillac DPi-V.R - Konica Minolta Cadillac DPi-V.R : 2 tours (64-65)

## À noter
- Longueur du circuit : 2,258 mi
- Distance parcourue par les vainqueurs : 259,67 mi